# Giuseppe Bottani
Giuseppe Bottani (Cremona, 1717 – Mantova, 1784) è stato un pittore italiano.

## Biografia
Educatosi a Firenze nella bottega di Antonio Puglieschi e Vincenzo Meucci, Bottani giunse a Roma nel 1735, dove completò la sua formazione con Agostino Masucci; nel 1758 fu accolto all'Accademia nazionale di San Luca. In questi anni eseguì una serie di ritratti (Autoritratto; Ritratto della moglie di Luigi Valadier) e pale d'altare (una per Sant'Andrea delle Fratte, una per Milano oggi a Brera, diverse per Pontremoli) aderendo ai primi fermenti del nascente neoclassicismo ma non dimenticando i dettami della pittura classicista del XVII secolo, in particolare di Carlo Maratta.
Nel 1769, per volontà di Maria Teresa d'Austria fu nominato insegnante di pittura e direttore della neonata Accademia di Mantova, città dove concluse la sua carriera e visse gli ultimi quindici anni di vita. Nel trasferirsi nella città virgiliana, Bottani portò con sé la sua collezione di gessi, calchi di opere fondamentali della scultura antica e rinascimentale. Furono 600 i calchi che chiusi in 18 casse affrontarono l'impervio trasloco da Roma a Mantova. Di quel periodo è la tela Allegoria delle Arti e dei Commerci risollevati da Maria Teresa. 

## Opere

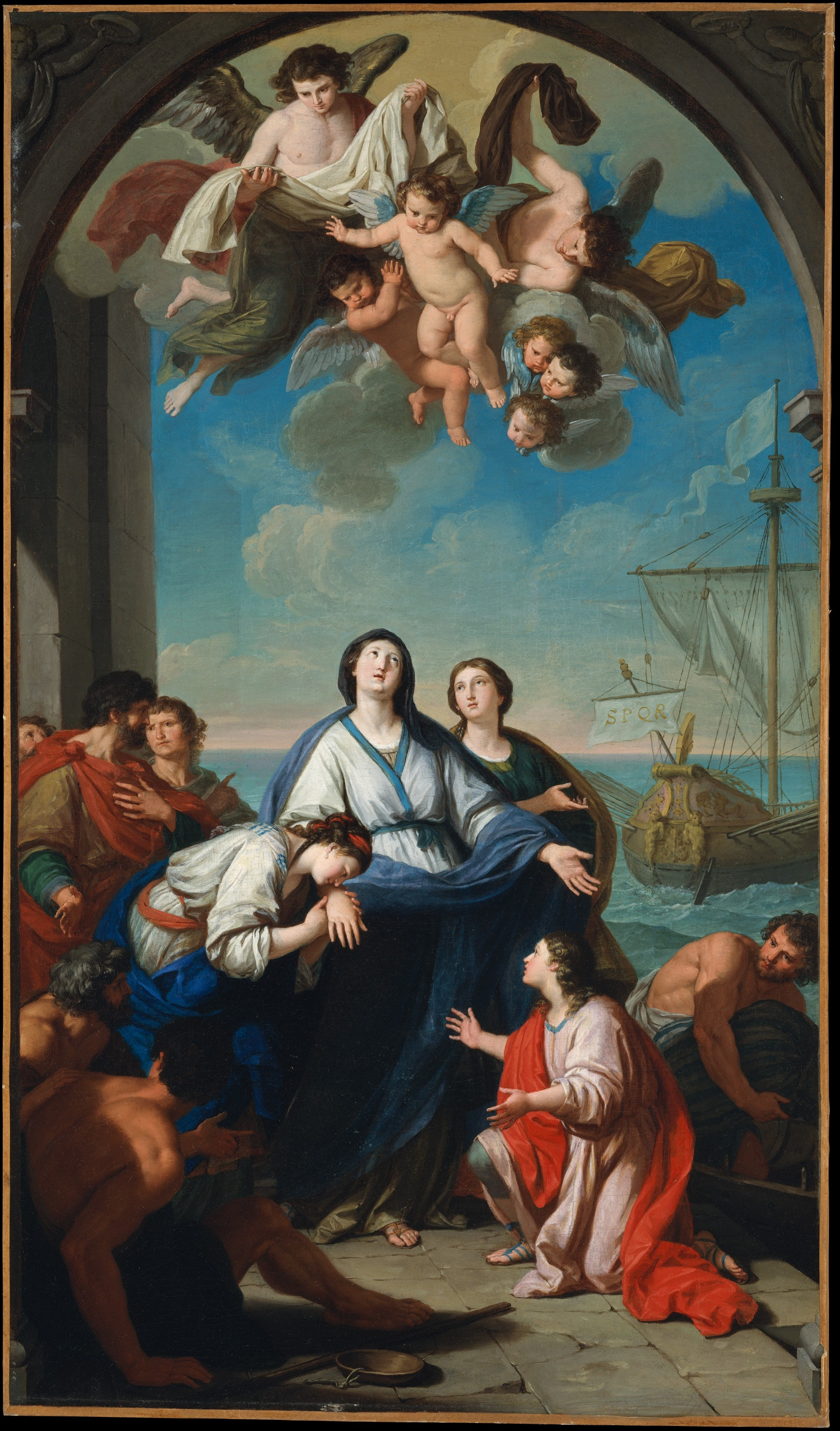
Partenza di S. Paola e Eustochio per la Terra Santa

- L'Assunzione della Vergine, chiesa di Santa Maria Assunta a Poggio Cinolfo, opera realizzata insieme ad Agostino Masucci e Stefano Pozzi.
- Partenza di S. Paola Romana per la Terra Santa, eseguita per la Santi Cosma e Damiano dei Romani di Milano ora a Brera.
- Partenza di S. Paola Romana e S. Giulia Eustochio per la Terra Santa, cm 98x57, Metropolitan Museum of Art.
- Autoritratto, Milano, Pinacoteca di Brera.
- Allegoria delle Arti e dei Commerci risollevati da Maria Teresa, 1770, cm 52x35, Mantova, Galleria d'Arte della Fondazione Banca Agricola Mantovana.
- Madonna in cielo venerata da San Giovanni Battista, Mantova, Galleria d'Arte della Fondazione Banca Agricola Mantovana.
- Cristo fra i dottori, Mantova, Galleria d'Arte della Fondazione Banca Agricola Mantovana.
- La Sacra Famiglia, Mantova, chiesa di Sant'Apollonia.
- Ulisse trasformato da Atena in un mendicante, 1775, cm 47x74, Pavia, Pinacoteca Malaspina[2]
- Atena rivela Itaca ad Ulisse, 1775, cm 47x72, Pavia, Pinacoteca Malaspina[3]
- Martirio di S. Vincenzo Levita, 1776, Mantova, Chiesa di Sant'Egidio.
- San Mauro abate nell'atto di sanare colla sua benedizione un infermo, accompagnato da San Placido, San Benedetto Po, Basilica dell'Abbazia di San Benedetto in Polirone.

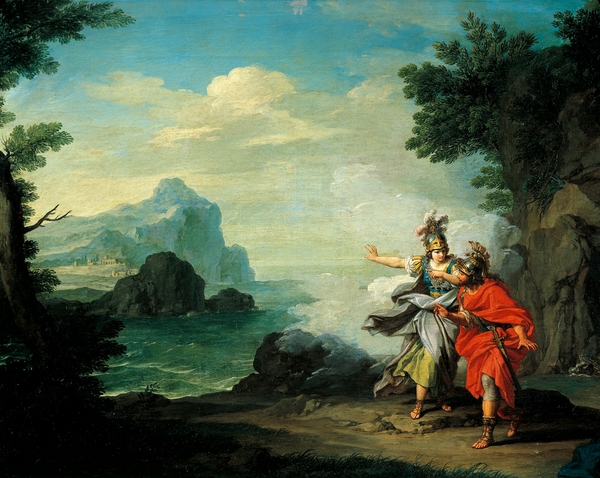
Atena rivela Itaca ad Ulisse, 1775, Pavia, Pinacoteca Malaspina.

- Atena rivela Itaca ad Ulisse, 1775, Pavia, Pinacoteca Malaspina.Madonna e di san Giuseppe a santa Teresa d'Avila, 1780 c., Galleria Sabauda, Torino.
- San Vincenzo Ferrer, Mantova, Palazzo Ducale.
- Nascita della Vergine, 1767, Pescia, Cattedrale
- Sogno di San Giuseppe, Brescia, collezione privata, in esposizione al Museo Diocesano, Brescia. Giuseppe Bottani, Sogno di San Giuseppe

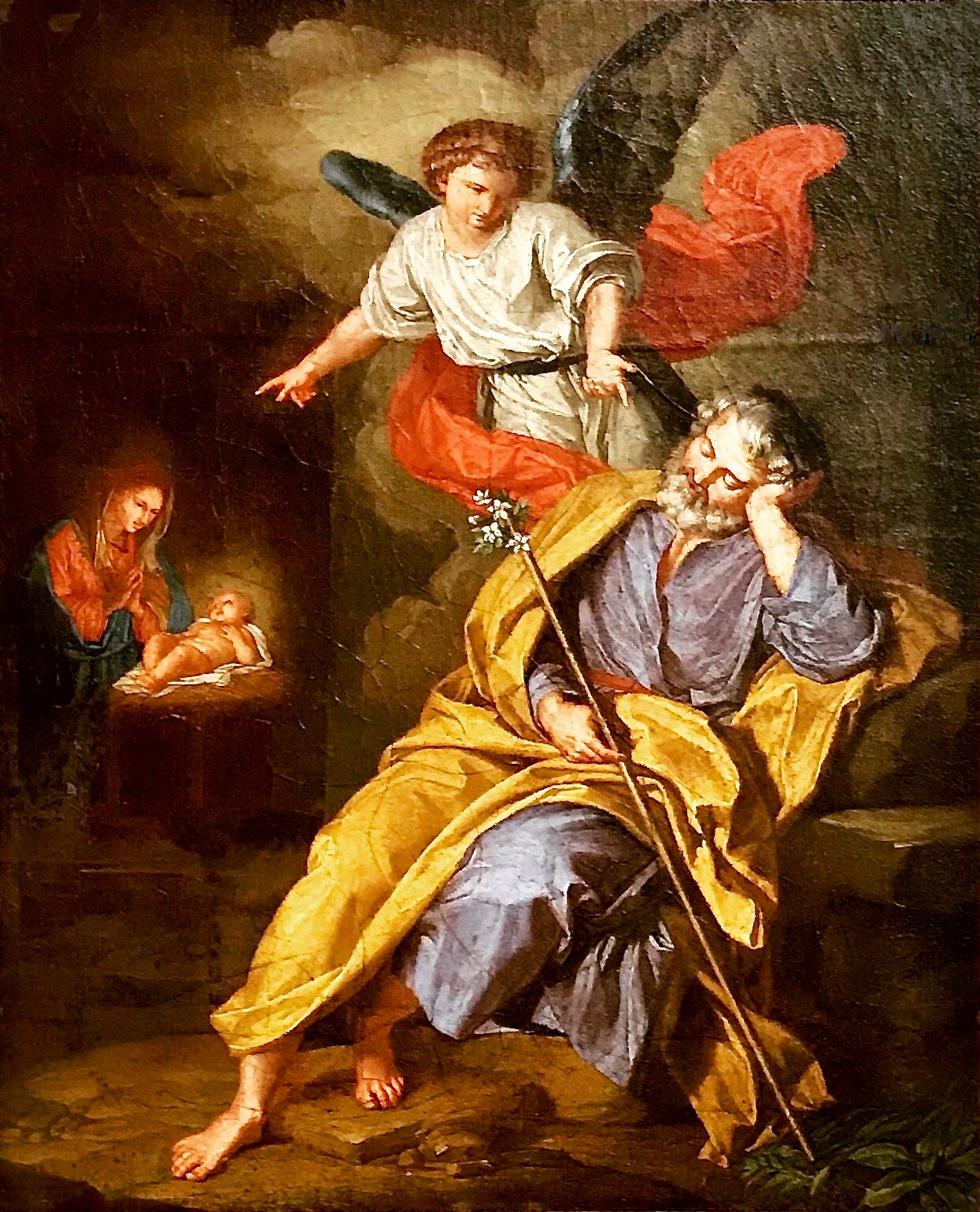
Giuseppe Bottani, Sogno di San Giuseppe

- Immacolata concezione, Duomo di Livorno